# ژرنگکی (شهرستان پوزنانگ)
ژرنگکی (به لهستانی:  Żerniki) یک روستا در لهستان است که در گمینا کورنگک واقع شده‌است. ژرنگکی ۳۰۰ نفر جمعیت دارد و ۸۰ متر بالاتر از سطح دریا واقع شده‌است.